# Acanthodactylus opheodurus
Acanthodactylus opheodurus е вид влечуго от семейство Гущерови (Lacertidae). Видът е незастрашен от изчезване.

## Разпространение
Разпространен е в Израел, Йордания, Ирак, Обединени арабски емирства, Оман и Саудитска Арабия.

## Описание
Популацията им е стабилна.